# Estigmene acrea
Estigmene acrea ou Mariposa Salt Marsh (Sapal em português), é uma mariposa natural da América do Norte, sendo da família das Arctiidae.

## Descrição

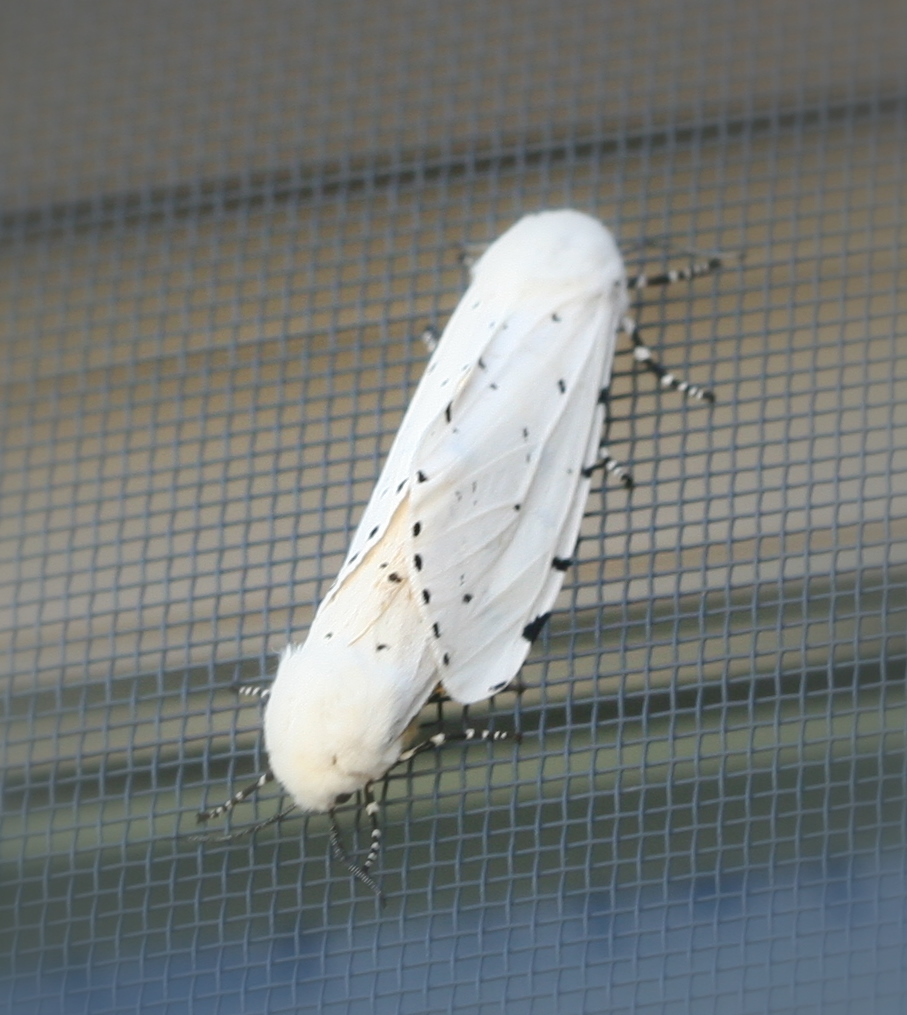
Um casal de Mariposas Estigmena acrea se acasalando

A cabeça e o tórax é branco com o abdômen alaranjado com uma fileira de pontos pretos. As asas dianteiras, são brancas com uma quantidade variável de manchas pretas (algumas mariposas não tem esses pontos pretos). As asas traseiras são de um amarelo-alaranjado nos machos e brancas nas fêmeas. Ambos os sexos tem de 3 a 4 pontos negros ou manchas em suas asas traseiras. A envergadura das asas mede entre 4,5 a 6,8 centímetros.

## Na Natureza
Estas espécies de Mariposas, são vistas de Maio a Agosto em toda América do Norte, no entanto, são vistas o ano todo, no Sul da Flórida e no Sul do Texas.

## Ciclo de Vida

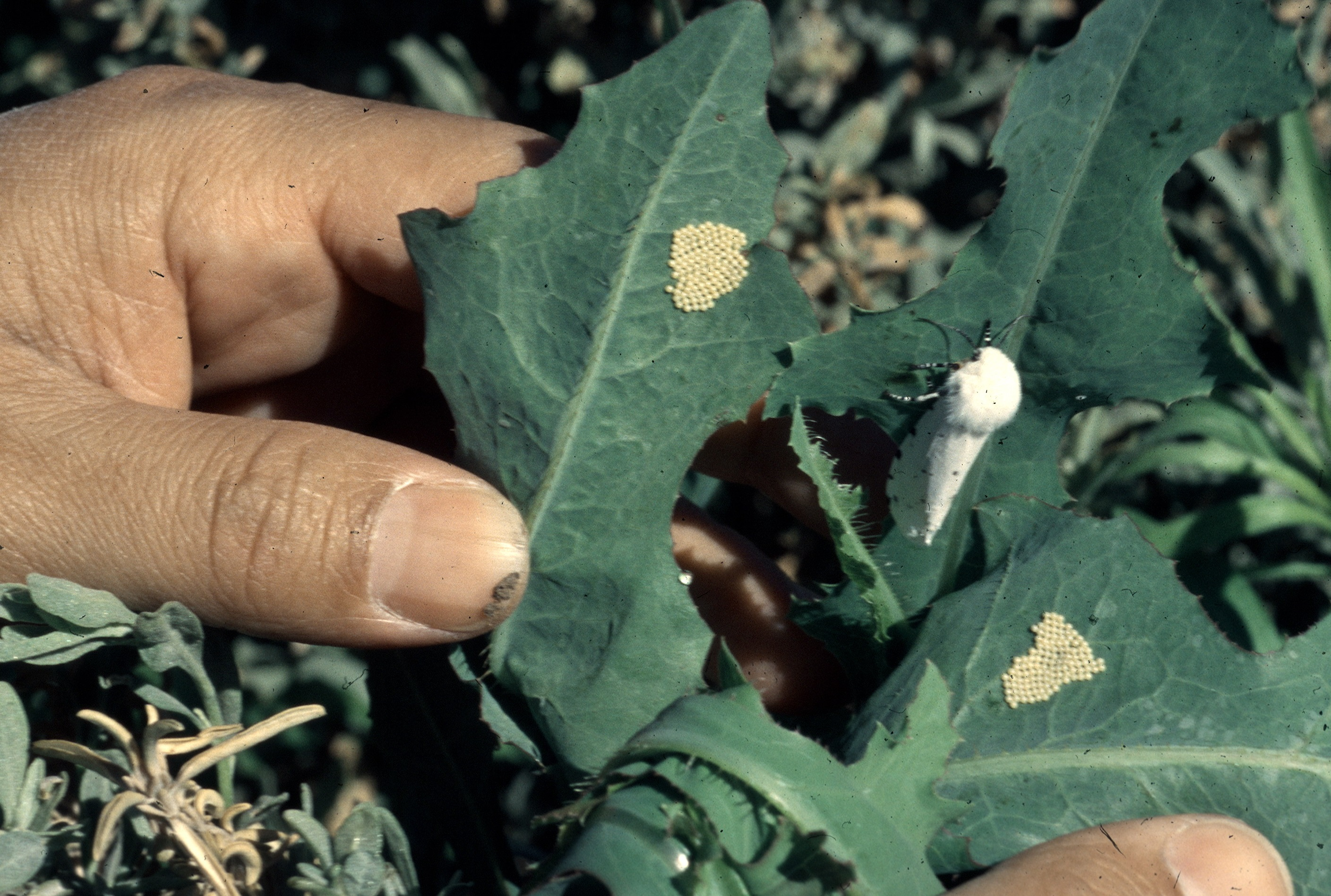
Mariposa Adulta e um conjunto de ovos

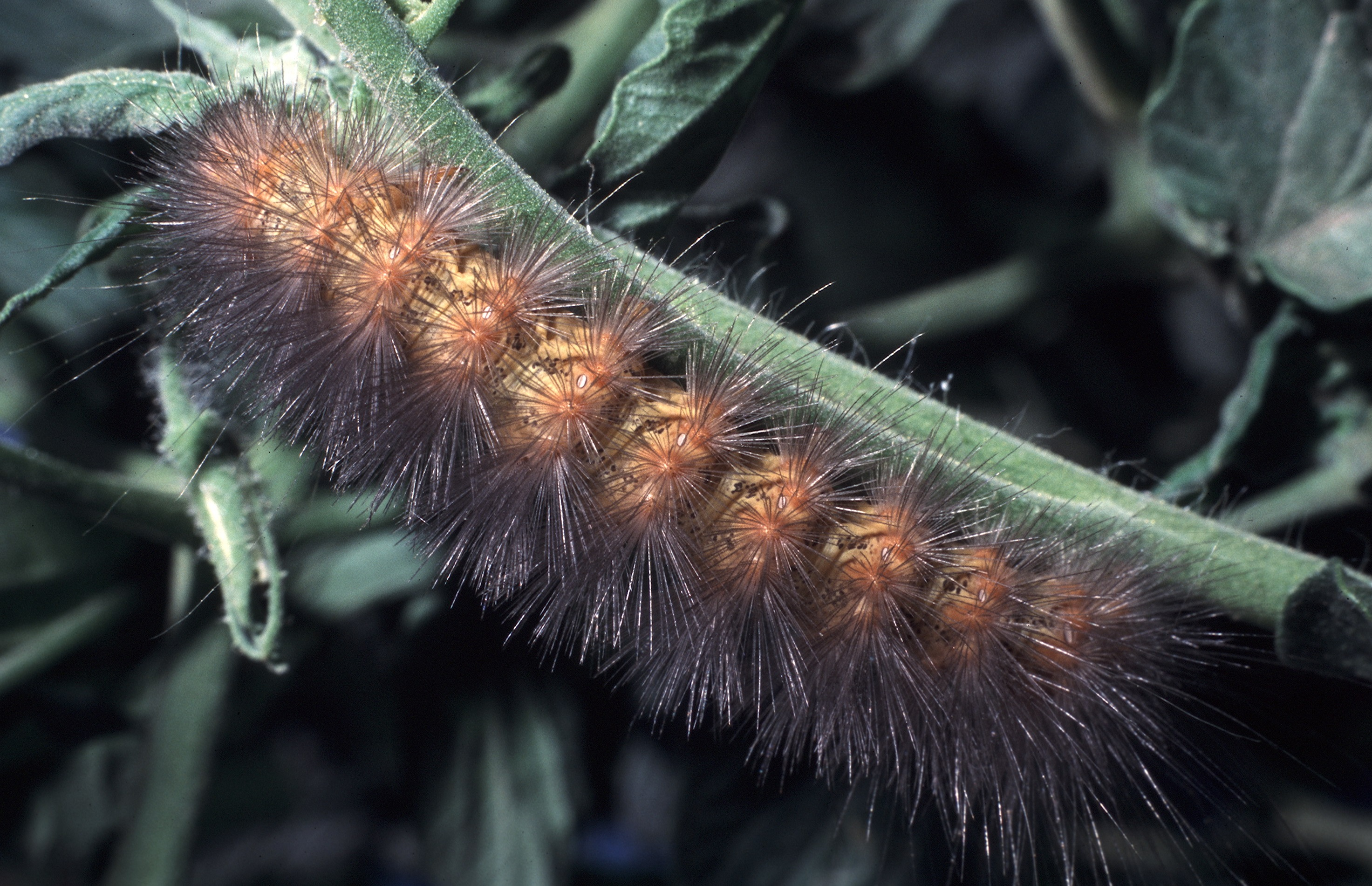
Lagartas da Mariposa

Os ovos amarelados são colocados em cacho nas folhas da planta hospedeira. As Larvas são conhecidas como Lagartas, e possuem uma grande variedade de cores e tamanhos, variando de uma cor pálida a um amarelo escuro. Na parte de cima do corpo possuem cerdas macias, sendo que na extremidade do corpo as cerdas são mais longos.O corpo é segmentado e nas laterais possuem pigmentos de cor preta ou laranja. As lagartas hibernam no inverno numa espécie de casulo.

## Plantas Hospedeiras
- Couve
- Algodão
- Nogueira, Juglans sp.
- Maçã, Malus domestica
- Tabaco, Nicotiana tabacum
- Ervilha, Pisum sativum
- Batata, Solanum Tuberosum
- Trevo, Trifolium sp.
- Milho, Zea mays

As mariposa parecem assimilar quase todos os tipos conhecidos de Alcalóides Pirrolizidínicos das plantas conhecidas, que contenham este tipo de alcalóides, como as espécies i.e. Asteraceae, Senecioneae e Eupatorieae, Boraginaceae, Fabaceae, Apocynaceae e Orchidaceae. Possuem receptores altamente sensitivos para detectar os alcalóides pirrolizidine específicos.